# Ana Isabel Cremades Rodríguez
Ana Isabel Cremades Rodríguez, es una investigadora española. Es catedrática del área de Ciencia de Materiales e Ingeniería Metalúrgica en el Departamento de Física de Materiales de la Universidad Complutense de Madrid y, desde marzo de 2021, directora general de Investigación e Innovación Tecnológica de la Comunidad de Madrid.

## Trayectoria académica
Estudió Ciencias Físicas en la Universidad Complutense de Madrid, obteniendo un doctorado con la tesis Caracterización microestructural de láminas de diamante por técnica de inyección de haces, bajo la dirección de Javier Piqueras de Noriega.
En 1997 fue nombrada profesora titular y desde 2016 es catedrática de la Universidad Complutense de Madrid, del área de conocimiento de Ciencia de los Materiales e Ingeniería Metalúrgica, adscrita al Departamento de Física de Materiales. Forma parte del grupo de investigación de Física de Nanomateriales Electrónicos de la UCM desde el año 1993, en el que estudia las propiedades ópticas y electrónicas que dependen de la estructura de defectos de los materiales como el diamante, nitruro de galio y sus aleaciones y los óxidos semiconductores transparentes, utilizando para ello técnicas de microscopía electrónica de barrido, microscopía túnel y de fuerzas atómicas, microscopía confocal y microscopía y espectroscopía de fotoelectrones. Ha dirigido seis tesis doctorales sobre la síntesis, caracterización y el estudio de propiedades de micro y nanoestructuras de diferentes semiconductores.
Ha realizado estancias de investigación en Múnich —en la compañía Siemens y en el Instituto Walter Schottky de la Universidad Técnica de Múnich—, en la Universidad de Aveiro, así como varios intercambios académicos con universidades mexicanas, como la Universidad Nacional Autónoma de México (UNAM) y la Benemérita Universidad Autónoma de Puebla (BUAP).
Igualmente, ha desempeñado el cargo de subdirectora de Investigación de la Fundación General de la Universidad Complutense de Madrid (UCM) durante el que coordinó el Ciclo Complutense de Ciencia y Tecnología, que ofrecía a los estudiantes universitarios la oportunidad de acceder a nuevas perspectivas y complementar su formación universitaria antes de enfrentarse al mundo laboral y ampliar la cultura científica en España a través de la colaboración de diversos agentes como la academia, ayuntamientos, museos e institutos de investigación.
Forma parte de varias iniciativas para dar mayor visibilidad a las mujeres científicas y fomentar las vocaciones STEM entre mujeres y niñas, entre las que se encuentran STEM TALENT GIRL, del que es mentora; el blog "Mujer y Ciencia. Visibilizando y promoviendo el papel de las mujeres en la Ciencia y la Tecnología" del que es coautora junto a la investigadora Bianchi Méndez y además pertenece al grupo Especializado de Mujeres en Física de la Real Sociedad Española de Física, del que ha sido vocal.

## Trayectoria política
El 12 de marzo de 2021 fue nombrada directora general de Investigación e Innovación Tecnológica de la Comunidad de Madrid.